# Carlos Izcaray
Carlos Eduardo Izcaray Pinto (Caracas, Venezuela, 1977) es un profesor de música venezolano que ha sido director de orquesta de la Orquesta Sinfónica Venezuela.

## Biografía
El 1 de marzo de 2004, durante las protestas en Venezuela de 2004 relacionadas con el referéndum revocatorio del mismo, la Guardia Nacional Bolivariana al ser testigo en una manifestación, pero no participar en ella. Fue torturado y amenazado de muerte durante su reclusión.
En marzo de 2014, durante las protestas en Venezuela de ese año, ofreció un concierto en Berlín junto con la pianista venezolana Gabriela Montero en contra del colapso de la democracia en Venezuela.